# Think Like a Girl
Think Like a Girl è il secondo album della cantante inglese Diana King, uscito nel 1997. Nel disco sono presenti due cover: "I Say a Little Prayer" di Aretha Franklin e "Do You Really Want to Hurt Me" dei Culture Club.

## Tracce
1. Think Like a Girl
2. L-L-Lies
3. Do You Really Want to Hurt Me
4. Love Yourself
5. Find My Way Back
6. Mi Coffee
7. Sweeter
8. Super Lova Bwoy
9. Tenderness
10. New Galfriend
11. Wicked
12. Still
13. I Say a Little Prayer